# Hasarius elisabethae
Hasarius elisabethae är en spindelart som beskrevs av Tord Tamerlan Teodor Thorell 1890. Hasarius elisabethae ingår i släktet Hasarius och familjen hoppspindlar. Inga underarter finns listade i Catalogue of Life.